# Jedelstetten
Jedelstetten ist ein Ortsteil der Gemeinde Geltendorf im oberbayerischen Landkreis Landsberg am Lech.

## Geografie
Der Weiler Jedelstetten liegt circa fünf Kilometer westlich von Geltendorf am Loosbach.

## Geschichte
Jedelstetten wird erstmals 1250 urkundlich erwähnt.
Der Weiler war Bestandteil der Hofmark Kaltenberg, diese war von 1612 bis 1783 dem Jesuitenkolleg Landsberg und von 1783 bis zur Säkularisation der Commende Kaltenberg zu eigen.
Im Jahr 1752 werden vier Anwesen genannt, ein ganzer Hof, zwei Halbhöfe und ein Dreisechzehntelhof. Sämtliche Anwesen waren der Hofmark selbst grundbar, die Hohe Gerichtsbarkeit lag beim Landgericht Landsberg.
Nach den Gemeindeedikten von 1818 gehörte Jedelstetten zur Gemeinde Kaltenberg, mit der es am 1. Juli 1972 nach Geltendorf eingemeindet wurde.

## Sehenswürdigkeiten
In Jedelstetten befindet sich katholische Kapelle Sankt Nikolaus, ein im Kern spätmittelalterlicher Bau, der 1768–75 barockisiert wurde. Die Ausmalungen in der Kapelle stellen Szenen aus dem Leben des Kirchenpatrons dar und stammen von Johann Baptist Baader.
Siehe auch: Liste der Baudenkmäler in Jedelstetten

## Bodendenkmäler
Siehe: Liste der Bodendenkmäler in Geltendorf